# コール・ビーズリー
コール・ビーズリー(Cole Beasley 1989年4月26日 - ）はテキサス州ヒューストン出身のアメリカンフットボール選手。ポジションはワイドレシーバー。

## 経歴

### プロ入り前
高校時代はクォーターバックとしてプレーした。大学進学前、Rivals.comからは二つ星に評価された。南メソジスト大学に進学後、ワイドレシーバーにコンバートされた。低身長であったものの、彼は活躍し、チームは2009年にはハワイボウルでネバダ大学に45-10、2010年にはアームドフォースボウルで陸軍士官学校に勝利した。大学がボウルゲームで勝利したのは、1980年代にデスペナルティを受けて以来初のことであった。

### ダラス・カウボーイズ
2012年のNFLドラフトで指名されなかったものの、ダラス・カウボーイズとドラフト外フリーエージェントで契約した。プレシーズンゲーム第2週のサンディエゴ・チャージャーズ戦では7回のレシーブで104ヤードを獲得した。プレシーズン第3週のセントルイス・ラムズ戦でも３回のレシーブで40ヤードを獲得した。
11月のワシントン・レッドスキンズ戦ではマイルズ・オースティンが第1Qに負傷したことから、77回中61回のスナップに出場、それまで12回のレシーブで101ヤード獲得の彼は、13回パスターゲットとなり、7回のレシーブで68ヤードを獲得した。
2013年には、第3ダウンの状況で、マークのきついジェイソン・ウィッテン、デズ・ブライアントよりも有効なパスターゲットにもなって、第12週のニューヨーク・ジャイアンツ戦ではダン・ベイリーの決勝FGにつながる貴重なキャッチをあげている。
2014年はスロットレシーバーとして、37回のレシーブで420ヤード、4TDをあげた。2015年3月、4年1360万ドルで契約延長を果たした。
2015年はデズ・ブライアントの怪我もあり、チーム内で2位となる52レシーブで536ヤード、5レシーブタッチダウンを記録した。
2016年は75回レシーブで833ヤードを稼ぎ5タッチダウンを挙げた。
2017年は36回レシーブ、314ヤード獲得という成績であった。
2018年は65回レシーブ、672ヤードという成績であった。

### バッファロー・ビルズ
2019年3月13日にバッファロー・ビルズと4年2900万ドルで契約した。主にジョシュ・アレンのショートからミドルパスのターゲットとして起用される。
第6週のマイアミ・ドルフィンズ戦で移籍後初タッチダウンを挙げた。この年は67回レシーブで778ヤード、6タッチダウンを挙げた。
2020年はキャリアハイとなる82回レシーブで967ヤードを記録し、オールプロのセカンドチームに選ばれた。チームはプレーオフ第2シードを獲得し、AFCチャンピオンシップゲームにまで進出した。ビーズリーはこのプレーオフ3試合に全て出場したが、のちに腓骨骨折を押して出場していたことがわかった。
2021年8月、新型コロナウィルスのセイフティプロトコルに入った。第6週のテネシー・タイタンズ戦で7回のレシーブで88ヤードを獲得、1タッチダウンをあげた。12月21日に再びコロナウィルス陽性となり、リザーブCOVID-19リスト入りした。
2022年3月17日、ビルズから放出された。

### タンパベイ・バッカニアーズ
2022年9月21日、タンパベイ・バッカニアーズとプラクティス・スクワッド契約を結び、9月24日にアクティブロースターに昇格した。バッカニアーズでは2試合に出場し、レシーブ4回・17ヤードという成績であった。
同年10月5日に現役引退を表明した。

### ビルズ復帰
2022年12月13日にバッファロー・ビルズと契約を結び、現役に復帰した。
ポストシーズンではマイアミ・ドルフィンズと対戦したワイルドカードラウンドにて、タッチダウンレシーブを記録した。

### ニューヨーク・ジャイアンツ
2023年7月21日にニューヨーク・ジャイアンツと契約を結んだが、53人ロースターからは漏れ、8月29日にプラクティス・スクワッド契約を結び直した。10月20日に自ら自由契約を要求し、契約解除となった。